# CACNA1A
Le gène  CACNA1A est localisé sur le bras court du chromosome 19 humain. Il comprend 300 000 paires de base réparties en 47 exons.
Ce gène code la sous-unité alpha-1 de canaux calciques des cellules nerveuses (Voltage-dependent P/Q-type calcium channel alpha-1A subunit). 
Les allèles pathologiques sont responsables de :
- Migraine hémiplégique familiale type 1
- Ataxie cérébelleuse type 6
- Ataxie paroxystique héréditaire

1. 1 2 3  GRCh38: Ensembl release 89: ENSG00000141837 - Ensembl, May 2017
2. 1 2 3  GRCm38: Ensembl release 89: ENSMUSG00000034656 - Ensembl, May 2017
3. ↑  « Publications PubMed pour l'Homme », sur National Center for Biotechnology Information, U.S. National Library of Medicine
4. ↑  « Publications PubMed pour la Souris », sur National Center for Biotechnology Information, U.S. National Library of Medicine